# 고무로 게이
고무로 게이(일본어: 小室 圭, 1991년 10월 5일~)는 미국 로웬스타인 샌들러 법률 사무소 소속의 변호사이며일본의 전 황족인 고무로 마코의 배우자이다.